# Belisario Salinas
Salinas  Belzu est un nom espagnol. Le premier nom de famille, en général paternel, est Salinas ; le second, en général maternel, souvent omis, est Belzu.
Pour les articles homonymes, voir Salinas.
Belisario Salinas Belzu, né à La Paz (Bolivie) le 10 février 1833 et mort dans cette ville le 17 juillet 1893, est un avocat, député et homme d'État bolivien. 
Il a été deuxième vice-président de la Bolivie, du 31 mai au 4 septembre 1884, sous la présidence de Narciso Campero.